# Svartlösa tingslag
Svartlösa tingslag var ett tingslag i Stockholms län och i Södertörns domsaga. Tingsplats var Fittja gård. 
Tingslaget bildades 1680 och uppgick 25 augusti 1916 i Svartlösa och Öknebo tingslag.

## Ingående områden
Tingslaget omfattade Svartlösa härad.